# 內湖保護區守護聯盟
臺北市內湖保護區守護聯盟於2011年8月成立，是以內湖區大湖里、秀湖里的居民為主的民間社團，以推展內湖保護區守護運動、維護內湖保護區應有之數量、功能與正常使用為宗旨。

## 活動事記
- 2010年12月6日：台北市都市計畫委員會進行第620次會議審查，當地居民及環保團體在台北市政府門口召開記者會，呼籲都市計劃委員能夠退回此案，讓該地成為能永續涵養水源的保護區。

- 2011年1月18日：檢舉慈濟內湖園區侵占國有土地、霸占道路
  - 世居內湖的居民張淑媛表示，131地號的道路，屬於中華民國所有，並由財政部國有財產局管理，但是，國有財產局已經失職了十多年，十多年來任由慈濟私設門禁阻礙民眾通行，有竊佔國土之實，非常不應該。因此，他已經在14日去函國有財產局陳情，要求立即處理。國有財產局派員到現場勘查，初步確認慈濟侵占國有地的事實，將要求拆除鐵門、返還5年內使用補償金，另外，慈濟也涉及違反《民法》及《刑法》，依法可處5年以下有期徒刑。慈濟以「不知道這條道路是國家的」回應外界，同時表達近日會拆除鐵門的誠意。

- 2011年2月9日：抗議慈濟藉舉辦人文茶會，進行基地變更案的說明會。
  - 由於2010年12月6日 (第620次大會)都市計畫審議委員會，主席林建元副市長指示慈濟應與居民進行溝通、舉辦說明會，慈濟辦理【讓愛一閃一閃亮晶晶】人文茶會，意圖以此作為未來呈送都發局的【與居民溝通】、開過【說明會】的事實。近日大湖里、秀湖里街上，不時有5人一組穿著藍白制服的慈濟人邀約路人參加茶會，或是邀約簽名聯署，一旁更有人攝影，蒐集慈濟與民眾溝通的片面影像。但又分派內容不實的傳單汙衊內湖是高自殺率地區，極需慈濟的援救，同時又邀約特定人士參加內湖基地變更開發案的說明會。內湖居民對此甚感不滿，召開記者會抗議。

- 2012年11月25日 抗議慈濟說明會不邀里民
  - 慈濟內湖社會福利園區案昨（25日）又爆發居民憤怒抗議的場面。由於慈濟在大湖國小視聽室召開說明會，邀請對象卻只有官員、警員、議員、里長等，引發知情居民強烈不滿，甚至連受邀與會的大湖里里長、秀湖里里長也在記者會表達不滿，他們表示，2天前才通知開會，這種突襲式、排除里民參與的說明會，只會製造對立，更難對話。

- 2012年12月15日於慈濟內湖園區門口進行「百人靜坐，為內湖保護區祈福！」
  - 慈濟為因應第620次都審會議結論--與居民進行溝通、舉辦說明會的要求，1月25日於大湖國小舉辦說明會，但未事先通知里民引起居民不滿，慈濟允諾會和居民協調說明會時間，但又自行公告12月15日、22日、29日連辦三場，居民認為慈濟先前說好會先協調說明會時間，結果卻變成12月15日、22日、29日連辦三場，但22日是補上班日，29日是連假四天，毫無誠意。

- 2013年1月9日：刊登公車廣告，廣告訴求「證嚴法師請放過內湖保護區  慈濟不要做違法的事」
  - 聯盟刊登一個月公車廣告，但於16日凌晨剛滿七天被強制撤下。慈濟出動知名律師，以興訟來要脅、恐嚇公車和廣告業者，與環保團體、社區居民團體，聯盟認為慈濟施壓公車廣告業者，已深刻傷害言論自由，並擾亂自由市場的經濟秩序。[1]

- 2013年1月23日：向台北市政府檢舉慈濟內湖園區違建
  - 慈濟內湖園區自1997年購入將溼地違法填平的土地和鐵皮屋後，就持續在保護區作違規使用，卻透過問答集等文宣辯稱合法，誤導社會。甚至還申請保護區變更，欲求就地合法並擴大開發。台北市政府建築管理工程處副處長陳煌城，接受檢舉函時，公開證實並確認慈濟內湖園區是違法使用的狀態，但因為是「既存違建」而暫緩處理，至於是否依照2007年都委會主席和委員的要求，先裁罰再繼續審理保護區變更案，還要再進行研究。
- 2013年1月26日：內湖保護區守護聯盟在在大湖國小自辦說明會，但慈濟蔡堆未依允諾出席。
- 2013年1月31日： 於1月23日檢舉慈濟違建的結果出爐：慈濟內湖園區有新違建
  - 臺北市建管處今日(1月31日)上午，針對慈濟內湖園區範圍內進行勘查是否有違章建築情形。經全面勘查並比對83年航空照片顯影結果，查有部分無壁體之資源回收棚架屬新增違建，將依規定予以查報，其餘建築物查屬既存違建，亦按規定予以拍照列管。

- 2013年3月14日：參加第8次專案小組會議

- 2013年6月25日：向北市府環保局遞送公民訴訟告知函，要求環保局必須命令開發單位進行環境影響評估。

- 2013年10月：針對環保局未要求開發業者慈濟基金會進行環評一事，對台北市政府提起訴訟。

- 2013年11月28日：參加第9次專案小組會議
  - 台北市政府就慈濟變更內湖保護區案進行都委會第9次專案小組會議，最後做出「同意主要計畫變更，細部計畫需環評，及容積率需降至100%」，及「併入內湖區都市計畫通盤檢討」兩案併陳的建議，送入大會審議。內湖保護區守護聯盟與環保團體則批評，北市府已30年未通盤檢討保護區劃定，這樣的情況下卻進行個案變更審查，程序明顯有瑕疵。